# Hernán Carazo
Hernán Agustín Carazo (* 16. August 1955 in San José) ist ein früherer costa-ricanischer Biathlet.
Hernán Carazo ist der einzige costa-ricanische Biathlet, der bislang an internationalen Großereignissen teilnahm. Er startete bei den Olympischen Winterspielen 1984 in beiden Einzelrennen. Im Einzel wurde er 61. und damit Letzter aller ins Ziel gelangter Athleten. Er schoss elf der zwanzig Schuss daneben und bekam dafür elf Strafminuten zur Laufzeit hinzu addiert. Damit war er nach Hwang Byung-dae aus Südkorea mit 15 und Martin Hagen aus den USA sowie Liu Hongwang aus China mit je 12 Fehlern schlechtester Schütze. Hinzu kam mit 2 Stunden und 13:54,9 Minuten die mit Abstand schlechteste Laufzeit aller Teilnehmer, die zweitschlechteste Zeit erreichte mit einer Stunde und 37:07,0 Minuten der Taiwaner Ueng Ming-yih, Bronzemedaillengewinner Eirik Kvalfoss hatte als bester Läufer eine Zeit von einer Stunde und 9:02,4 Minuten. In der Gesamtwertung hatte Carazo mit einer Zeit von zwei Stunden und 24:54,9 Minuten mehr als doppelt solange für die Strecke benötigt, als Olympiasieger Peter Angerer, der eine Stunde und 11:52,7 Minuten benötigte. Das Sprintrennen beendete der Costa-Ricaner nicht.